# Загреб НАШ!
Загреб НАШ! (хорв. Zagreb je NAŠ!) — муниципальная политическая партия зелёных левых из Загреба, столицы Хорватии. Получив первые места на выборах в Городскую скупщину Загреба (Загребскую ассамблею) в 2017 году и зарекомендовав себя как наиболее активная оппозиция мэру Милану Бандичу и его местной коалиции большинства, платформа приняла участие в выборах в ЕС в 2019 году, а также в хорватских парламентских выборах в 2020 году в рамках зелёно-левой коалиции Мы можем!.

## История
Большая часть предыстории платформы связана с местной гражданской активностью и движением «Право на город». Политический поворот стал значительным благодаря эскалации протестов и объединению небольших партий зелёных с активистами. В апреле 2017 года Платформа сформировала коалицию с четырьмя левыми и зелёными партиями в Загребе, впервые создав союз прогрессивных политических организаций в Загребе. На своих первых муниципальных выборах, состоявшихся в Загребе в мае 2017 года, коалиция набрала 7,6% голосов (4 места) в городской ассамблее Загреба, 21 место в городских округах, а также 41 место в местных советах, причём многие из избранных представителей являются молодыми людьми, ранее не занимавшимися институциональной политикой.
Наиболее видными фигурами в платформе являются нынешние члены хорватского парламента: Томислав Томашевич, Сандра Бенчич, Вилим Матула, а также Мима Симич, первый хорватский политический кандидат от ЛГБТИК+, Урша Неда Раукар-Гамулин (известный актёр), Даниела Доленец (учёная) и Теодор Целакоски (деятель культуры).

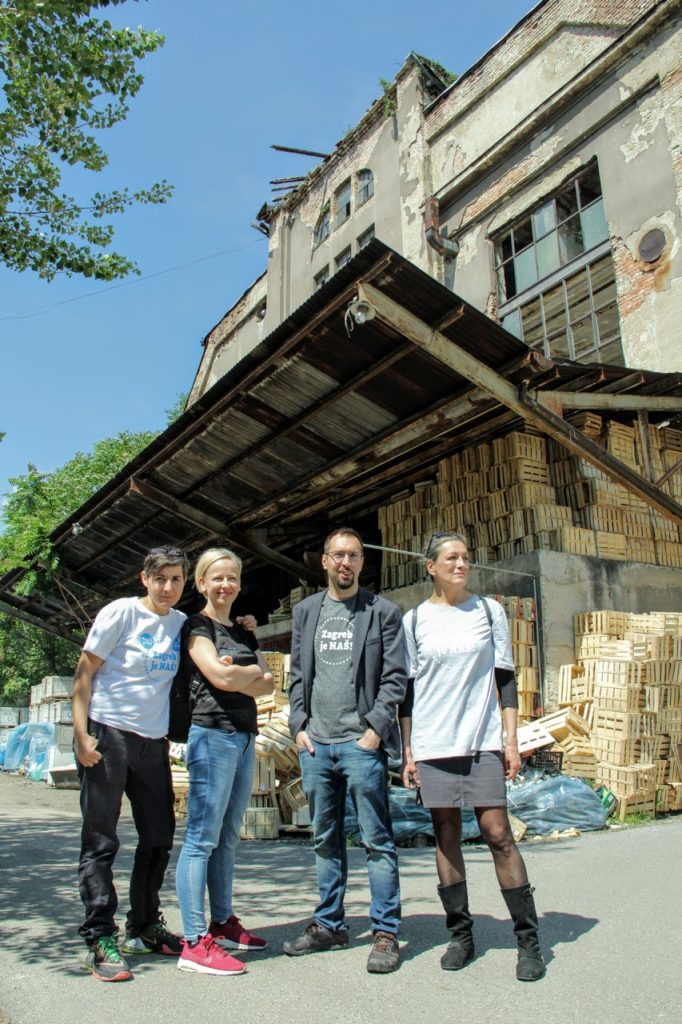
Загреб НАШ! 2017 (Мима, Даниела, Томислав и Урса) за культуру и наследие промышленной архитектуры

## Платформа
Платформа описывает себя как очень разнообразную, «сформированную в феврале 2017 года гражданами из всех слоёв общества (активистами, деятелями культуры, профсоюзными деятелями, социальными предпринимателями и т. д., многие из которых ранее в течение многих лет были активны в общественных движениях в Загребе)» и отличается от существующих партий стремлением построить «новую политику, основанную на принципах широкого участия, инклюзивности и открытости».
Партия ещё больше расширила свою известность на национальном уровне, создав политическую платформу Мы можем! в качестве национальной политической платформы (включая аналогичные массовые инициативы и инициативы движений) для выборов в ЕС в 2019 году. К парламентским выборам в Хорватии 2020 г. партия и Можемо! представили совместную программу и списки кандидатов, включая других партнёров по коалиции («Новые левые», «Устойчивое развитие Хорватии», «Рабочий фронт» и «За город»).